# Hugo Wielki
Hugo Wielki (898 - 16 czerwca 956, Dourdan) – margrabia Neustrii od 923, od 936 używał też tytułu księcia Franków nadanego przez Ludwika IV Zamorskiego, tytuł ten został potwierdzony przez króla w 943 roku, w 954 otrzymał tytuł księcia Akwitanii i Burgundii, choć faktycznie Hugo objął władanie tylko w drugiej z tych krain. Oprócz tytułów książęcych nosił także kilka hrabiowskich, m.in.: Paryża (od 923) i Auxerre (od 954). Był także świeckim opatem wielu klasztorów: Saint-Martin w Tours, Marmoutier, Saint-Germain w Auxerre, Saint-Denis, Saint-Maur-des-Fossés, Morienval, Saint-Riquier, Saint-Valéry-sur-Somme.

## Życiorys
Był synem króla zachodniofrankijskiego Roberta I i Béatrice de Vermandois. Po śmierci ojca, 15 czerwca 923 roku w bitwie pod Soissons, odmówił założenia korony królewskiej, wobec tego możni obrali na władcę jego szwagra Rudolfa Burgundzkiego. Hugo popierał swego powinowatego i wspomagał go w walce z Normanami, a także później w jego walce z Herbertem II de Vermandois, trwającej niemal do końca panowania Rudolfa. Po śmierci Rudolfa, sprowadza z Anglii, gdzie panuje jego szwagier Athelstan, Ludwika, syna Karola Prostaka i skłania możnych do obrania go królem. Sam też jako pierwszy składa mu hołd.
Hugo Wielki sprawuje kuratelę nad młodym władcą, zaprzestaje co prawda bicia własnej monety, lecz staje się suwerenem hrabstw nad Sekwaną i Loarą (mniej więcej obszary Ile-de-France i Andegawenii) i zaczyna tytułować się księciem Franków "z Bożej łaski". Jednak już w 937 roku Ludwik uwalnia się spod opieki Hugona, między obydwoma władcami wybucha wojna. Hugo szuka poparcia u cesarza Ottona I, poślubiając jego siostrę Hathui. Walki przenoszą się do Normandii, Ludwik zdobywa przewagę, wkrótce jednak, zdradzony przez Normanów, wpada w ręce Hugona i trafia do więzienia. Rok później Hugo zwolnił jeńca w zamian za twierdzę Laon. Synod w Ingelheim z 948 roku nakazał Hugonowi zaprzestanie walki z Ludwikiem pod groźbą ekskomuniki, jednak dopiero utrata Laon i kolejna interwencja papieża, doprowadzają do pokoju w 953 roku.
Po śmierci Ludwika w 954 roku, Hugo ponownie nie sięga po koronę dla siebie, lecz koronuje Lotara. Skłania małoletniego króla by ten nadał mu tytuły księcia Akwitanii i Burgundii. Na skutek oporu Wilhelma Jasnowłosego hrabiego Poitiers, tytułującego się księciem Akwitanii, nie udaje mu się zdobyć na południe od Loary. Za to w Burgundii odnosi sukces. Wzmocnił swą pozycję ożenkiem syna Ottona ze spadkobierczynią księstwa. Umiera jednak w 956 roku.

## Potomstwo
Jego pierwszą żoną była Eadhilda, córka Edwarda Starszego, króla Anglii. W 936 roku poślubił Jadwigę (Hathui) - córkę Henryka I, księcia Saksonii (912-936) i króla Niemiec (919-936). Para miała razem trzech synów i dwie córki:
- Hugona (941 - 996), przyszłego króla Francji,
- Ottona (944 - 965), księcia Burgundii,
- Odona Henryka (946 - 1002), księcia Burgundii,
- Beatrycze (939 - 987), od 954 żona Fryderyka I, księcia Górnej Lotaryngii,
- Emmę (943 - 968).